# Cristiano (football, 1990)
Pour les articles homonymes, voir Cristiano.
Cristiano Pereira Figueiredo, plus communément appelé Cristiano, est un footballeur portugais né le 29 novembre 1990 à Munich. Il évolue au poste de gardien de but.

## Biographie
Frère de Tobias Figueiredo, il est formé au Sporting Braga. Sa première expérience a lieu en 2011 en troisième division espagnole avec la réserve du Valencia CF,.
Cristiano revient à Braga en 2012, il alterne entre la réserve du club qui évolue en deuxième division portugaise et l'équipe principale,.
Prêté à l'Académica de Coimbra en 2014, il devient titulaire du club qui se maintient en première division à la fin de la saison,.
Après une aventure grecque dans le club du Panetolikós FC lors de la saison 2016-2017, il retourne au Portugal en première division, officiant dans les clubs du CF Belenenses et du Vitória Setúbal,.
Il évolue à partir de 2019 dans le club roumain du FC Hermannstadt,.